# چوی دوک-هون
چوی دوک-هون (کره‌ای: 최 덕훈؛ زادهٔ ۵ مارس ۱۹۷۶) کشتی‌گیر اهل کره جنوبی است.